# توم مور (مخرج)
توم مور (بالإنجليزية: Tom Moore)‏ هو مخرج أمريكي، ولد في 6 أغسطس 1943 في ميريديان في الولايات المتحدة.

## وصلات خارجية
- توم مور على موقع IMDb (الإنجليزية)
- توم مور على موقع أول موفي (الإنجليزية)
- توم مور على موقع قاعدة بيانات برودواي على الإنترنت (الإنجليزية)
- توم مور على موقع قاعدة بيانات الأفلام السويدية (السويدية)
- توم مور على موقع قاعدة بيانات الفيلم (الإنجليزية)
- توم مور على موقع كينوبويسك (الروسية)
- توم مور على موقع كينوبويسك (الروسية)